# Achagua jezik
Achagua jezik (ISO 639-3: aca), jedan od aravačkih jezika kojim govori oko 400 pripadnika (1994 SIL) istoimenog plemena Achagua uz rijeku Rio Meta blizu Puerto Gaitana, Kolumbija. Pripada užoj skupini sjevernoaravačkih jezika.
Srodan je s piapoco jezikom. Govornici su trilingualni u achagua, piapoco i španjolskom. U Venezueli je nestao.

## Malenirječnik
engleski/Francuski/španjolski/hrvatski/Achagua
- One/Un/Uno/jedan... 	Báque
- Two/Deux/Dos/dva... 	Chámai
- Three/Trois/Tres/tri...	Matálii
- Man/Homme/Hombre/čovjek... 	Washiaáli
- Woman/Femme/Mujer/žena... 	Íina
- Dog/Chien/Perro/pas... 	Áuli
- Sun/Soleil/Sol/sunce... 	Cáiwia
- Moon/Lune/Luna/mjesec... 	Quéerri
- Water/Eau/Agua/voda... 	Shiátai[2]

## Vanjske poveznice
- Ethnologue (14th)
- Ethnologue (15th)